# Hélette
Hélette – miejscowość i gmina we Francji, w regionie Nowa Akwitania, w departamencie Pireneje Atlantyckie.
Według danych na rok 1990 gminę zamieszkiwało 588 osób, a gęstość zaludnienia wynosiła 25 osób/km² (wśród 2290 gmin Akwitanii Hélette plasuje się na 653. miejscu pod względem liczby ludności, natomiast pod względem powierzchni na miejscu 416.).